# Orfisme (avantguarda)
L'orfisme apareix a França el 1911. És una tendència que surt del cubisme per a proclamar la supremacia del color. El terme va ser creat pel poeta francès Guillaume Apollinaire per designar la pintura del matrimoni Delaunay (Robert Delaunay i Sonia Delaunay). Una tendència que segueix, fins a cert punt, el camí iniciat per l'orfisme es desenvolupà als Estats Units amb el nom de sincronisme.

## Estètica
- No-figuració o figuració gairebé simbòlica: tendència cap a l'abstracció geomètrica.
- Estructuració a força de formes geomètriques més o menys rígides: cercles i semicercles en bandes concèntriques, segments alternats, prismes de color, etc.
- Recerca de la correlació entre sons i colors.
- Sensació de dinamisme rítmic.
- Composicions de gran fantasia.

## Desenvolupament de l'estil
Guillaume Apollinaire anomenà "orfisme" una derivació del cubisme que perseguia una obra d'art de formes pures, sense cap referent en la realitat visual, a la manera de les formes musicals -segons el mite, Orfeu era el músic, el poeta, el príncep dels artistes inspirats. De tots els pintors que Apollinaire classificava com a "òrfics", el més representatiu és Robert Delaunay. L'obra de Robert i Sonia Delaunay és de gran originalitat dins el moviment cubista perquè ambdós parteixen del'impressionisme i el neoimpressionisme, estils que els cubistes menystenien perquè els consideraven massa coloristes, massa visuals (el color era per a ells un efecte òptic sense consistència). Els Delaunay desenvoluparen les possibilitats obertes per la pintura de Georges Seurat: la tècnica divisionista.
Combinant la influència de Seurat i la tendència cubista en construir la imatge en formes geomètriques, Robert Delaunay pintà uns quadres amb taques de colors que poden ser considerats totalment abstractes: l'únic motiu del quadre és la llum i el color, no hi cap altra referència naturalista.
L'obra de Delaunay tingué un gran èxit a Múnic quan fou exposada a les exhibicions que organitzaven els artistes del grup expressionista anomenat Der Blaue Reiter ('El genet blau'), V. Kandinski i F. Marc, els organitzadors d'aquest grup, adoptaren els procediments coloristes del cubisme de Delaunay. Kandinski fou el primer artista que defensà teòricament la possibilitat d'un art totalment abstracte (De l'espiritualitat en l'art), que no fes cap referència a la realitat material perceptible com a imatge visual.